# Will Peltz

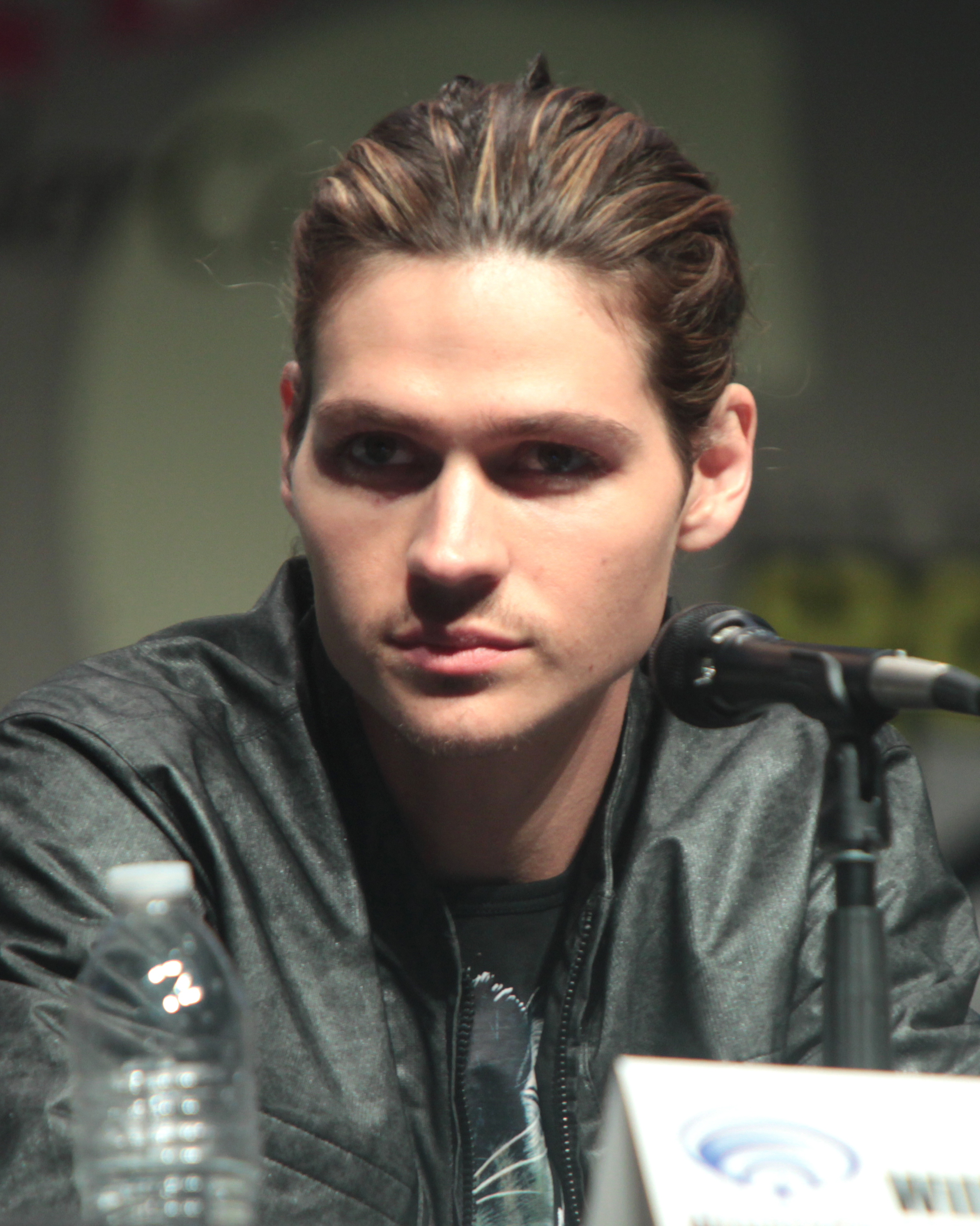
Will Peltz auf der WonderCon 2015

William „Will“ Peltz (* 30. Mai 1986 in New York City) ist ein US-amerikanischer Schauspieler.

## Leben
Will Peltz wurde in New York als Sohn des Geschäftsmanns Nelson Peltz geboren. Er hat sieben Geschwister und zwei Halbgeschwister, darunter die Schauspielerin Nicola Peltz und den Eishockeyspieler Brad Peltz.
Peltz spielte in seiner Jugend Eishockey und trat zunächst für die New Jersey Hitmen an. Über seine jüngere Schwester Nicola, die seit Mitte der 2000er Jahre als Kinderdarstellerin erfolgreich war, wurde sein Interesse an der Schauspielerei geweckt. 2009 zog er nach Los Angeles und übernahm erste Rollen in Film- und Fernsehproduktionen. 2014 hatte er seine erste größere Nebenrolle in Jason Reitmans Filmmelodrama #Zeitgeist. Im gleichen Jahr war er im Horrorfilm Unknown User in der Rolle des Adam Sewell zu sehen.

## Filmografie (Auswahl)
- 2010: Medium – Nichts bleibt verborgen (Medium, Fernsehserie, Episode 6x17)
- 2010: Entourage (Fernsehserie, 2 Episoden)
- 2011: Atemlos – Gefährliche Wahrheit (Abduction)
- 2011: In Time – Deine Zeit läuft ab (In Time)
- 2012: To Write Love on Her Arms
- 2012: The Collection – The Collector 2 (The Collection)
- 2013: Sugar
- 2013: As Cool as I Am
- 2013: Paranoia – Riskantes Spiel (Paranoia)
- 2014: Unknown User (Unfriended)
- 2014: #Zeitgeist (Men, Women & Children)
- 2015: CSI: Cyber (Fernsehserie, Episode 1x04)
- 2015: Safelight
- 2016: The Deleted (Fernsehserie, 6 Episoden)
- 2017: Cool Girls (The Outcasts)
- 2017: Navy CIS: New Orleans (NCIS: New Orleans, Fernsehserie, Episode 4x09)
- 2018: Sierra Burgess Is a Loser
- 2018: Zurück zu dir – Eine zweite Chance für die Liebe (Time Freak)
- 2019: Euphoria (Fernsehserie, Episode 1x04)
- 2019: You Are Here
- seit 2020: Manifest (Fernsehserie, Staffel 3)
- 2024: Lola